# Maxwell Air Force Base

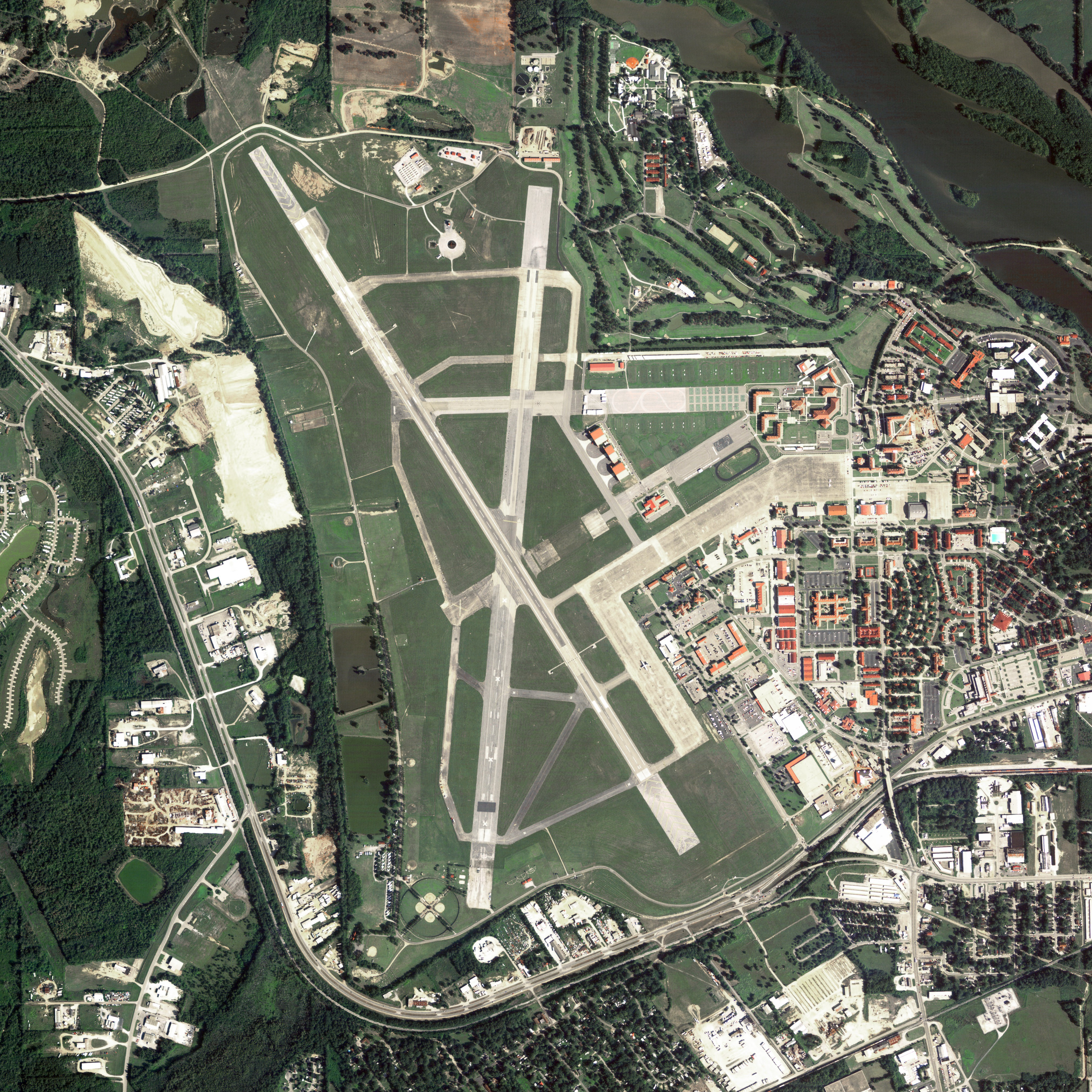
Maxwell Air Force Base.

La Maxwell Air Force Base, officiellement Maxwell-Gunter Air Force Base, est une base aérienne de l'United States Air Force (USAF) située à Montgomery, dans le comté de Montgomery, en Alabama.
Située sur le site de la Wright Flying School (en), elle dépend de l'Air Education and Training Command (AETC). L'Air University y est notamment basée.